# Fenómeno de Kazán

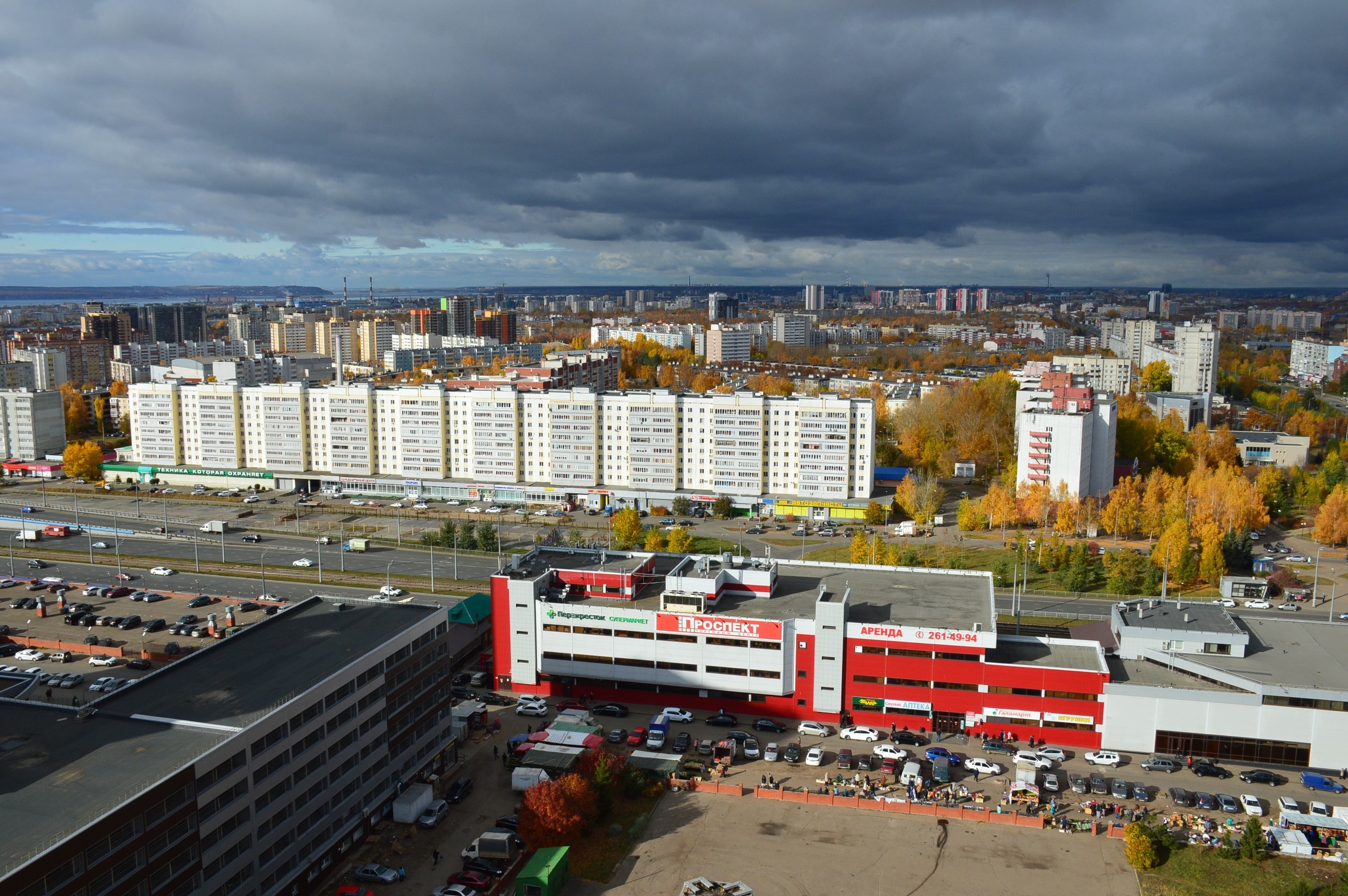
Kazán. Se trata de un canal de gran importancia para el distrito de Gorky y la parte más importante de la ciudad. complejo "Olimp"

El fenómeno de Kazán (en ruso: Казанский феномен, romanizado: Kazanskiy fenomen) fue un término utilizado por los periodistas para describir el aumento de la actividad de las pandillas callejeras juveniles en la ciudad de Kazán en la RSFSR y más tarde, en la Federación Rusa.
Desde principios de la década de 1970, Kazán tenía una reputación particularmente mala por la delincuencia juvenil, y una parte sustancial de los hombres jóvenes en el área de origen ruso y tártaro se unieron a pandillas juveniles, que luchaban entre sí por el territorio, principalmente usando armas improvisadas o cuerpo a cuerpo (en ese momento, las armas de fuego no estaban muy extendidas en Rusia y eran difíciles de conseguir). Entre 1985 y 1999, la tasa de delitos cometidos por jóvenes de dieciséis a veintinueve años en Tartaristán (hasta 1992, la República Socialista Soviética de Tataristán) aumentó 1,7 veces. Las luchas por el dominio del espacio público, donde el éxito en la apropiación de los recursos a menudo se basaba en la aptitud y las habilidades para la violencia, obligaron a muchos jóvenes no afiliados a pandillas a reconsiderar sus opciones ante la creciente inseguridad. La ola de crímenes causó un pánico moral entre la población soviética, ya que no solo se consideraba tradicionalmente que dicha criminalidad era un producto del Occidente capitalista, sino que también involucraba a los hijos de los funcionarios locales.
Durante el ascenso de la mafia rusa a finales de los años ochenta y noventa, las pandillas callejeras se convirtieron en empresas criminales más sofisticadas y organizadas. Debido a la falta de rentabilidad en la gestión de raquetas de protección en Tartaristán, las bandas de Kazán comenzaron a trasladarse a San Petersburgo, donde entraron en conflicto con la banda local de Tambov. La mafia de Kazán era conocida por ser particularmente cruel en sus tácticas de extorsión, y periódicamente traía refuerzos de Tartaristán. Los gánsteres eslavos de la ciudad se unieron para luchar contra esta amenaza emergente y, finalmente, expulsaron a los tártaros de San Petersburgo.

## Aparición
El colapso de las instituciones clave del Estado soviético —la economía dirigida, el aparato estatal y legal, y el sistema de bienestar social basado en la empresa— fue acompañado por una violenta división de activos y recursos. Las empresas estatales, que ahora estaban en proceso de privatización, comenzaron a operar en un entorno de mercado desconocido. Las funciones comerciales ordinarias, como recaudar capital, garantizar suministros y hacer que los clientes paguen por bienes y servicios, pueden ser extremadamente difíciles de llevar a cabo y estar plagadas de peligros. No solo el país estaba sumido en una crisis económica, sino que el aparato legal estatal era ineficiente y faltaban años para que el sistema bancario funcionara. En este entorno caótico, tanto las empresas públicas como las privadas se vieron asediadas por depredadores que estaban ansiosos por acceder a sus activos y que utilizaron amenazas, sobornos y ofertas de "protección" para poner sus manos en el dinero, los productos y las acciones de una empresa. En Tartaristán, a pesar de la crisis económica, quedaron muchos activos atractivos. Aunque a mediados de la década de 1990 la producción industrial de la república había disminuido en un 33,9% en comparación con el comienzo de la década, la crisis económica de la primera mitad de la década de 1990 fue menos grave que en la mayoría de las regiones rusas. La existencia de una gran base económica heredada de la época soviética, junto con la presencia histórica de pandillas, ayuda a explicar el desarrollo particularmente rápido de la delincuencia organizada en Tartaristán en la década de 1990. Estas empresas recién privatizadas estaban expuestas a la extorsión de las bandas de bandidos, o incluso de los servicios de seguridad del Estado y la policía, que surgieron como uno de los principales grupos de extorsión en la Rusia postsoviética. Junto a las empresas exsoviéticas en crisis surgió una vasta economía a pie de calle y pequeñas empresas incipientes. La esfera económica privada se lanzó inicialmente durante la perestroika, cuando la Ley de Cooperación de Gorbachov de 1987 permitió a grupos de ciudadanos establecer negocios cooperativos. Estos negocios se convirtieron inmediatamente en objetivos de los mafiosos. El primer caso de extorsión en Kazán se registró en 1988 cuando el grupo callejero Dom Obuvi (literalmente "Casa de los zapatos", una zapatería) intentó extorsionar a una cooperativa de constructores.
Aunque a principios de la década de 1990 la mayoría de las cooperativas desaparecieron bajo las presiones de los impuestos estatales y la competencia de nuevas empresas privadas, pronto comenzaron a surgir nuevas pequeñas empresas, principalmente en el sector de servicios informales y semiformales no regulado: mercados al aire libre, pequeños puestos y quioscos, pequeños negocios de cambio de divisas, etc. Sin apenas protección por parte del Estado, y sin los medios para protegerse, el sector era presa fácil para una variedad de depredadores. En toda Rusia, los grupos de barrio callejero estuvieron a la vanguardia de los nuevos procesos de acumulación, aunque las dinámicas específicas de las relaciones entre los grupos callejeros y otros actores violentos aún esperan ser investigadas. En Kazán (y en Tartaristán en general) la mayoría de los grupos del crimen organizado surgieron de organizaciones sociales callejeras. La gran mayoría de estas organizaciones comenzaron como grupos territoriales de jóvenes "hooligans". Las contribuciones a estos fondos se recaudaron sistemáticamente mediante la extorsión y otros medios delictivos. En Kazán, la mayoría de estos grupos, con exclusión de las bandas especializadas como las bandas de narcotraficantes, surgieron de grupos juveniles territoriales. En la actualidad, todas estas comunidades tienen pandillas juveniles como parte de su estructura.
Los principales gruppirovki de Kazán —Kvartala, Mirnyi, Shatura, 56th Kvartal, Sots-gorod, Telestudiia, Khadi Taktash, Zhilka, Nizy, Boriskovo, Pervaki, Kaluga, Tukaevo— trataron de dividir la ciudad entre ellos. Para retener y expandir su control sobre el territorio, necesitaban movilizar fuerzas significativas. Presionan seriamente a los jóvenes locales para que se unan a sus pandillas.

## Composición social
A finales de la década de 1980, la membresía de las pandillas de Kazán estaba sesgada hacia los jóvenes de clase trabajadora. En la década de 1990 esto comenzó a cambiar con el colapso masivo de los medios de vida, estas pandillas comenzaron a atraer a sus miembros de una gama más amplia de orígenes sociales, incluidos jóvenes de familias educadas. Las pandillas también comenzaron a atraer a estudiantes universitarios. Además, a pesar de que las pandillas callejeras seguían siendo un fenómeno juvenil, su membresía estaba envejeciendo. Hacia mediados de la década de 1990, una proporción significativa de miembros tenía más de veinticinco años, y muchos tenían un empleo legítimo. Los orígenes étnicos de los miembros de las pandillas tendían a ser representativos de la población local, aunque también aparecieron pandillas formadas por comunidades de migrantes (georgianos, azerbaiyanos, chechenos, daguestaníes) en toda Rusia. Las bandas de Tartaristán eran étnicamente mixtas, uniendo a rusos y tártaros y a cualquier otra etnia que viviera en sus barrios.